# Police University
Police University (en hangul,  경찰수업, en hanja,  警察授業, RR:  Kyeongchalsueob) es una serie de televisión surcoreana transmitida del 9 de agosto de 2021 hasta el 5 de octubre de 2021 a través de la cadena KBS2.

## Sinopsis
La serie se centra en los profesores y estudiantes del campus universitario de la Policía Nacional.
Yoo Dong-man, es un ex detective con 20 años de experiencia en homicidios criminales e investigación cibernética, quien a menudo actuaba de forma impulsiva. Ahora como profesor de la universidad de la policía enseña a estudiantes novatos de primer año.
Entre ellos se encuentran, Kang Sun-ho, un ex hacker que usa su inteligencia para resolver todo y Oh Kang-hee una inteligente y recta estudiante que no tiene pretensiones, secretos ni rencores. Pronto junto a otros miembros se unirán y cooperarán para investigar un caso.

## Reparto

### Personajes principales
| Actor          | Personaje          | N.º de episodios | Notas |
| -------------- | ------------------ | ---------------- | --- |
| Cha Tae-hyun   | Prof. Yoo Dong-man | 16               | Es un profesor de la Universidad de la Policía Nacional con 20 años de experiencia en cada departamento, desde detective de homicidios hasta investigación cibernética. |
| Jung Jin-young | Kang Sun-ho        | 16               | Es un estudiante de primer año de la Universidad de la Policía Nacional, que en el pasado fue un joven criminal atrapado por piratería informática.                     |
| Krystal Jung   | Oh Kang-hee        | 16               | Es una estudiante de primer año de la Universidad de la Policía Nacional que soñaba con convertirse en oficial de policía mientras sus amigas jugaban con muñecas.      |

### Personajes secundarios

#### Profesores de la Academia de Policía
| Actor           | Personaje           | N.º de episodios | Notas |
| --------------- | ------------------- | ---------------- | --- |
| Hong Soo-hyun   | Prof. Choi Hee-soo  | -                | Es una profesora del departamento de judo de la academia de la Policía Nacional.                                                                |
| Lee Jong-hyuk   | Prof. Kwon Hyuk-pil | -                | Es un profesor de derecho. |
| Seo Ye-hwa      | Baek-hee            | -                | Es la directora del departamento de orientación de la academia de la Policía Nacional.                                                          |
| Kang Shin-il    | Seo Sang-hak        | -                | Es el profesor de administración pública del primer curso y el encargado de la sociedad de investigaciones científicas.                         |
| Shin Seung-hwan | Mr. Go              | -                | Es el CEO de "Gossi Beer" dedicado a lo smiembros de la academia de policía y es conocido por los estudiantes como el "profesor de secundaria". |

#### Estudiantes de la Academia de Policía
| Actor          | Personaje     | N.º de episodios | Notas |
| -------------- | ------------- | ---------------- | --- |
| Choo Young-woo | Park Min-kyu  | -                | Es un estudiante de primer año en la academia de la Policía Nacional y el hijo menor de una familia de abogados. Sueña con convertirse en fiscal, pero se une a la Academia de Policía para experimentar cómo es ser policía. Aunque parece ser una persona cálida, en realidad es un principiante amistoso que puede ser duro. |
| Lee Dal        | No Beom-tae   | -                | Es un estudiante de primer año del cuerpo de policía y el compañero de cuarto de Kang Sun-ho. |
| Yoo Young-jae  | Jo Joon-wook  | -                | [ 26 ] |
| Park Seun-yeon | Min Jae-kyung | -                | Es una estudiante de primer año del cuerpo de policía y la compañera de cuarto de Oh Kang-hee. |
| Lee Do-hoon    | Cha Seong-soo | -                | Es un estudiante de primer año de la academia de la Policía Nacional. |
| Ha Jun-jung    | Park Don-ggu  | -                | Es una estudiante de primer año de la academia de la Policía Nacional y la compañera de cuarto de Oh Kang-hee. |
| Min Chae-eun   | Ahn Hae-joo   | -                | Es una estudiante de primer año de la academia de la Policía Nacional. |
| Ain            | Jo Sung-eun   | -                | Es una estudiante de primer año de la academia de la Policía Nacional. |
| Kim Jong-hoon  | Han Min-guk   | -                | Es un estudiante de tercer año de la academia de la Policía y presidente del consejo estudiantil. |
| Kim Jae-in     | Yoon Na-rae   | -                | Es una estudiante de tercer año de la academia de la Policía y manager del departamento de judo. |
| Byeon Seo-yoon | Lee Eon-joo   | -                | Es una carismática estudiante del segundo año de la academia de la Policía Nacional, que es admirada por todos los estudiantes de primer año. Es una persona racional y directa que hace que todo el mundo la quiera. |
| Kim Jae-in     | Yoon Na-rae   | -                | Es un estudiante de segundo año de la academia de la Policía y miembro del consejo estudiantil. |
| Yoo Hyun-jong  | Byeon Tae-jin | -                | Es un estudiante de segundo año de la academia de la Policía y miembro del consejo estudiantil. |

#### Miembros de la Oficina del Distrito de Seúl
| Actor         | Personaje       | N.º de episodios | Notas |
| ------------- | --------------- | ---------------- | ----- |
| Song Jin-woo  | Park Cheol-jin  | -                |       |
| Yoon Jin-ho   | Líder Choi      | -                |       |
| Choi Seo-won  | Jung yeong-jang | -                |       |
| Yoo Tae-woong | -               | -                |       |

#### Personas cercanas a Sun-ho
| Actor         | Personaje      | N.º de episodios | Notas                                                                  |
| ------------- | -------------- | ---------------- | ---------------------------------------------------------------------- |
| Choi Woo-sung | Yoon Seung-bum | 1-2 y 16         | Es el amigo de Kang Sun-ho.                                            |
| Oh Man-seok   | Yoon Taek-il   | -                | Es el dueño de "Yoon Jeon-pasa" y el padre de Yoon Seung-bum y Sun-ho. |

#### Personas cercanas a Kang-hee
| Actor         | Personaje   | N.º de episodios | Notas                       |
| ------------- | ----------- | ---------------- | --------------------------- |
| Kim Young-sun | Oh Jeong-ja | -                | Es la madre de Oh Kang-hee. |

### Apariciones espciales
| Actor           | Personaje   | N.º de episodios | Notas |
| --------------- | ----------- | ---------------- | --- |
| Kim Kwang-kyu   | -           | 1                | Es un maestro de Kang Sun-ho.                                                                                 |
| Hwang Seung-eon | Kim Eun-joo | -                | Es una oficial y la prometida de Yoo Dong-man, quien muere en un accidente lo que deja a Dong-man destrozado. |
| Song Young-jae  | -           | -                | Es un conocido de Kang Sun-ho.                                                                                |
| Park Seung-yeon | -           | -                | |
| Yoo Tae-woong   | -           | -                | [ 31 ] |
| Oh Man-seok     | -           | -                | Es el padre de Kang Sun-ho.                                                                                   |
| Kim Tae-hoon    | -           | -                | |

## Episodios
La serie está conformada por dieciséis episodios, los cuales fueron emitidos todos los lunes y martes a las 21:30 (KST).

### Ratings
Los números en color rojo indican las calificaciones más bajas, mientras que los números en azul indican las calificaciones más altas.
| Episodio | Fecha de emisión         | Participación promedio de audiencia | Participación promedio de audiencia | Participación promedio de audiencia |
| Episodio | Fecha de emisión         | AGB Nielsen                         | AGB Nielsen                         | TNmS                                |
| Episodio | Fecha de emisión         | Nacional                            | Seúl                                | Nacional                            |
| -------- | ------------------------ | ----------------------------------- | ----------------------------------- | ----------------------------------- |
| 1        | 9 de agosto de 2021      | 5.2% (18.ª)                         | 5.2% (16.ª)                         | NA                                  |
| 2        | 10 de agosto de 2021     | 6.5% (11.ª)                         | 6.3% (8.ª)                          | NA                                  |
| 3        | 16 de agosto de 2021     | 6.8% (12.ª)                         | 7.2% (10.ª)                         | 6.4% (12.ª)                         |
| 4        | 17 de agosto de 2021     | 8.5% (6.ª)                          | 8.4% (4.ª)                          | 7.5% (9.ª)                          |
| 5        | 23 de agosto de 2021     | 6.9% (11.ª)                         | 6.9% (12.ª)                         | 6.3% (16.ª)                         |
| 6        | 24 de agosto de 2021     | 8.3% (5.ª)                          | 8.3% (4.ª)                          | 8.3% (7.ª)                          |
| 7        | 30 de agosto de 2021     | 6.7% (9.ª)                          | 6.3% (9.ª)                          | 5.5% (14.ª)                         |
| 8        | 31 de agosto de 2021     | 7.1% (10.ª)                         | 7.0% (9.ª)                          | 7.0% (12.ª)                         |
| 9        | 6 de septiembre de 2021  | 6.1% (13.ª)                         | 6.3% (9.ª)                          | 5.6% (16.ª)                         |
| 10       | 7 de septiembre de 2021  | 6.9% (11.ª)                         | 7.0% (9.ª)                          | 6.3% (12.ª)                         |
| 11       | 13 de septiembre de 2021 | 5.5% (14.ª)                         | 5.3% (15.ª)                         | 5.5% (15.ª)                         |
| 12       | 14 de septiembre de 2021 | 6.5% (11.ª)                         | 6.6% (7.ª)                          | 5.6% (13.ª)                         |
| 13       | 27 de septiembre de 2021 | 5.4% (16.ª)                         | 5.0% (19.ª)                         | 5.3% (16.ª)                         |
| 14       | 28 de septiembre de 2021 | 6.0% (11.ª)                         | 6.2% (7.ª)                          | 5.8% (13.ª)                         |
| 15       | 4 de octubre de 2021     | 5.5% (15.ª)                         | 5.2% (16.ª)                         | 5.8% (15.ª)                         |
| 16       | 5 de octubre de 2021     | 6.3% (11.ª)                         | 6.4% (8.ª)                          | 5.5% (14.ª)                         |
| Promedio | Promedio                 | 6.5%                                | 6.5%                                | 6.2%                                |

## Música
El OST de la serie está conformado por las siguientes canciones:

### Parte 1
| N.º | Intérprete     | Canción            | Letra                      | Música                  | Duración |
| --- | -------------- | ------------------ | -------------------------- | ----------------------- | -------- |
| 1   | Han Seung-yoon | "Winners" (한승윤) | Choi Gab-won y Good Choice | Zaydro, STARBUCK y JUNE | 2:54     |
| 2   |                | "Winners" (Inst.)  | -                          | Zaydro, STARBUCK y JUNE | 2:54     |

### Parte 2
| N.º | Intérprete          | Canción                                          | Letra                      | Música | Duración |
| --- | ------------------- | ------------------------------------------------ | -------------------------- | ------ | -------- |
| 1   | Monday (de Weeekly) | "You Come Down Like a Star" (별처럼 니가 내려와) | Choi Gab-won y Good Choice | Noheul | 3:42     |
| 2   |                     | "You Come Down Like a Star" (Inst.)              | -                          | Noheul | 3:42     |

### Parte 3
| N.º | Intérprete | Canción             | Letra                      | Música                                    | Duración |
| --- | ---------- | ------------------- | -------------------------- | ----------------------------------------- | -------- |
| 1   | D'tour     | "Get Ready"         | Choi Gab-won y Good Choice | Aaron Kim, Isaac Han, D'tour y Walter Pok | 3:17     |
| 2   |            | "Get Ready" (Inst.) | -                          | Aaron Kim, Isaac Han, D'tour y Walter Pok | 3:17     |

### Parte 4
| N.º | Intérprete    | Canción                              | Letra                      | Música | Duración |
| --- | ------------- | ------------------------------------ | -------------------------- | ------ | -------- |
| 1   | Lim Han-byeol | "Love Your Everything" (다 좋으니까) | Choi Gab-won y Good Choice | Gaemi  | 3:53     |
| 2   |               | "Love Your Everything" (Inst.)       | -                          | Gaemi  | 3:53     |

### Parte 5
| N.º | Intérprete | Canción           | Letra          | Música                          | Duración |
| --- | ---------- | ----------------- | -------------- | ------------------------------- | -------- |
| 1   | Yuju       | "Stay" (남아있어) | Jung Jin-young | Jung Jin-young y Myungshin Kang | 3:50     |
| 2   |            | "Stay" (Inst.)    | -              | Gaemi                           | 3:50     |

### Parte 6
| N.º | Intérprete   | Canción                                           | Letra                     | Música             | Duración |
| --- | ------------ | ------------------------------------------------- | ------------------------- | ------------------ | -------- |
| 1   | Jung Dong-ha | "What I Want to Say to You" (너에게 하고 싶은 말) | Gabwon Choi y Good Choice | Gaemi y Lee Junhwa | 3:23     |
| 2   |              | "What I Want to Say to You" (Inst.)               | -                         | Gaemi              | 3:23     |

### Parte 7
| N.º | Intérpretes | Canción                   | Letra                      | Música                        | Duración |
| --- | ----------- | ------------------------- | -------------------------- | ----------------------------- | -------- |
| 1   | Big Mama    | "Another Me" (또 다른 나) | Choi Gab-won y Good Choice | Lee Seong-jin y Huh Seong-jin | 3:50     |
| 2   |             | "Another Me" (Inst.)      | -                          | Lee Seong-jin y Huh Seong-jin | 3:50     |

## Premios y nominaciones
| Año  | Categoría                                         | Premio          | Trabajo                       | Resultado |
| ---- | ------------------------------------------------- | --------------- | ----------------------------- | --------- |
| 2021 | Top Excellence Award, Actor (junto a Lee Do-hyun) | KBS Drama Award | Cha Tae-hyun                  | Ganó      |
| 2021 | Excellence Award, Actor in a Miniseries           | KBS Drama Award | Cha Tae-hyun                  | Nominado  |
| 2021 | Excellence Award, Actor in a Miniseries           | KBS Drama Award | Jung Jin-young                | Nominado  |
| 2021 | Best Supporting Actress                           | KBS Drama Award | Hong Soo-hyun                 | Nominada  |
| 2021 | Best New Actor                                    | KBS Drama Award | Choo Young-woo                | Nominado  |
| 2021 | Best New Actress                                  | KBS Drama Award | Krystal Jung                  | Ganó      |
| 2021 | Best Couple Award                                 | KBS Drama Award | Cha Tae-hyun y Jung Jin-young | Ganaron   |
| 2021 | Popularity Award, Actor                           | KBS Drama Award | Jung Jin-young                | Ganó      |

## Producción
Fue creada por Ki Min-soo (del equipo de producción de dramas de la KBS).
La serie también es conocida como "Police Academy", "Police Lessons", "Police Class" y/o "The Police Course".
La dirección está a cargo del director Yoo Kwan-mo (유관모), quien contó con el apoyo del guionista Moon Min-jung (문민정).
Mientras que la producción estuvo en manos de producer Jang Se-jeong y Lee Jang-soo, quienes tuvieron el apoyo del productor ejecutivo Kim Sang-hwi (de la KBS).
El 16 de junio de 2021 se realizó la primera lectura del guion en Corea del Sur, mientras que la conferencia de prensa en línea fue realizada el 9 de agosto del mismo año.
La serie también contó con el apoyo de la compañía de producción Logos Film.
El 22 de junio de 2021 se anunció que se había suspendido temporalmente las filmaciones debido a que uno de los miembros del staff fue confirmado con COVID-19, por lo que todo el personal y elenco de la serie se realizaron pruebas para descartar la enfermedad. Poco después se anunció que todos habían dado negativo al contagio, sin embargo como medida de prevención y siguiendo los lineamientos de las autoridades sanitarias de Corea del Sur, el equipo de producción había decidido dejar de filmar.

### Recepción
El 2 de agosto de 2021, Good Data Corporation compartió su nueva clasificación de los dramas y miembros del elenco que generaron más revuelo durante la semana. Las listas se compilaron a partir del análisis de artículos de noticias, publicaciones de blogs, comunidades en línea, videos y publicaciones en redes sociales sobre los dramas que están actualmente al aire o que saldrán al aire próximamente. La serie obtuvo el puesto número 10 en la lista de dramas más comentados de la semana.
El 9 de agosto de 2021, el Good Data Corporation compartió su nueva clasificación de los dramas y miembros del elenco que generaron más revuelo durante la semana. Las listas se compilaron a partir del análisis de artículos de noticias, publicaciones de blogs, comunidades en línea, videos y publicaciones en redes sociales sobre los dramas que están actualmente al aire o que saldrán al aire próximamente. La serie obtuvo nuevamente el puesto número 10 dentro de la lista de dramas más comentados de la semana.
El 18 de agosto del mismo año, Good Data Corporation compartió su nueva clasificación de los dramas y miembros del elenco que generaron más revuelo durante la semana. Las listas se compilaron a partir del análisis de artículos de noticias, publicaciones de blogs, comunidades en línea, videos y publicaciones en redes sociales sobre los dramas que están actualmente al aire o que saldrán al aire próximamente. La serie obtuvo el puesto número 6 dentro de la lista de dramas más comentados de la semana, mientras que el actor Jung Jin-young ocupó el puesto número 6 dentro de los diez miembros del elenco más comentados de la semana.
El 23 de agosto del mismo año, Good Data Corporation compartió su nueva clasificación de los dramas y miembros del elenco que generaron más revuelo durante la semana. Las listas se compilaron a partir del análisis de artículos de noticias, publicaciones de blogs, comunidades en línea, videos y publicaciones en redes sociales sobre los dramas que están actualmente al aire o que saldrán al aire próximamente. La serie obtuvo nuevamente el puesto número 6 dentro de la lista de dramas más comentados de la semana.
El 30 de agosto del mismo año, la serie entró dentro de los 5 mejores K-Dramas en Viki de ese mismo mes.
El 5 de septiembre de 2021, Good Data Corporation compartió su nueva clasificación de los dramas y miembros del elenco que generaron más revuelo durante la semana. Las listas se compilaron a partir del análisis de artículos de noticias, publicaciones de blogs, comunidades en línea, videos y publicaciones en redes sociales sobre los dramas que están actualmente al aire o que saldrán al aire próximamente. La serie obtuvo el puesto número 6 dentro de la lista de dramas más comentados de la semana.
El 8 de septiembre del mismo año, Good Data Corporation compartió su nueva clasificación de los dramas y miembros del elenco que generaron más revuelo durante la semana. Las listas se compilaron a partir del análisis de artículos de noticias, publicaciones de blogs, comunidades en línea, videos y publicaciones en redes sociales sobre los dramas que están actualmente al aire o que saldrán al aire próximamente. La serie obtuvo el puesto número 7 dentro de la lista de dramas más comentados de la semana.
El 16 de septiembre del mismo año, Good Data Corporation compartió su nueva clasificación de los dramas y miembros del elenco que generaron más revuelo durante la semana. Las listas se compilaron a partir del análisis de artículos de noticias, publicaciones de blogs, comunidades en línea, videos y publicaciones en redes sociales sobre los dramas que están actualmente al aire o que saldrán al aire próximamente. La serie obtuvo el puesto número 8 dentro de la lista de dramas más comentados de la semana.
El 23 de septiembre del mismo año, Good Data Corporation compartió su nueva clasificación de los dramas y miembros del elenco que generaron más revuelo durante la semana. Las listas se compilaron a partir del análisis de artículos de noticias, publicaciones de blogs, comunidades en línea, videos y publicaciones en redes sociales sobre los dramas que están actualmente al aire o que saldrán al aire próximamente. La serie obtuvo el puesto número 10 dentro de la lista de dramas más comentados de la semana.